# Battesimo di Cristo (Verrocchio e Leonardo)
Il Battesimo di Cristo è un dipinto a olio e tempera su tavola (177×151 cm) di Andrea del Verrocchio, Leonardo da Vinci e altri pittori di bottega, databile tra il 1475 ed il 1478 e conservato nella Galleria degli Uffizi a Firenze.

## Storia
Giorgio Vasari, Le vite de' più eccellenti pittori, scultori e architettori, Vita di Leonardo da Vinci pittore e scultore fiorentino (1568).

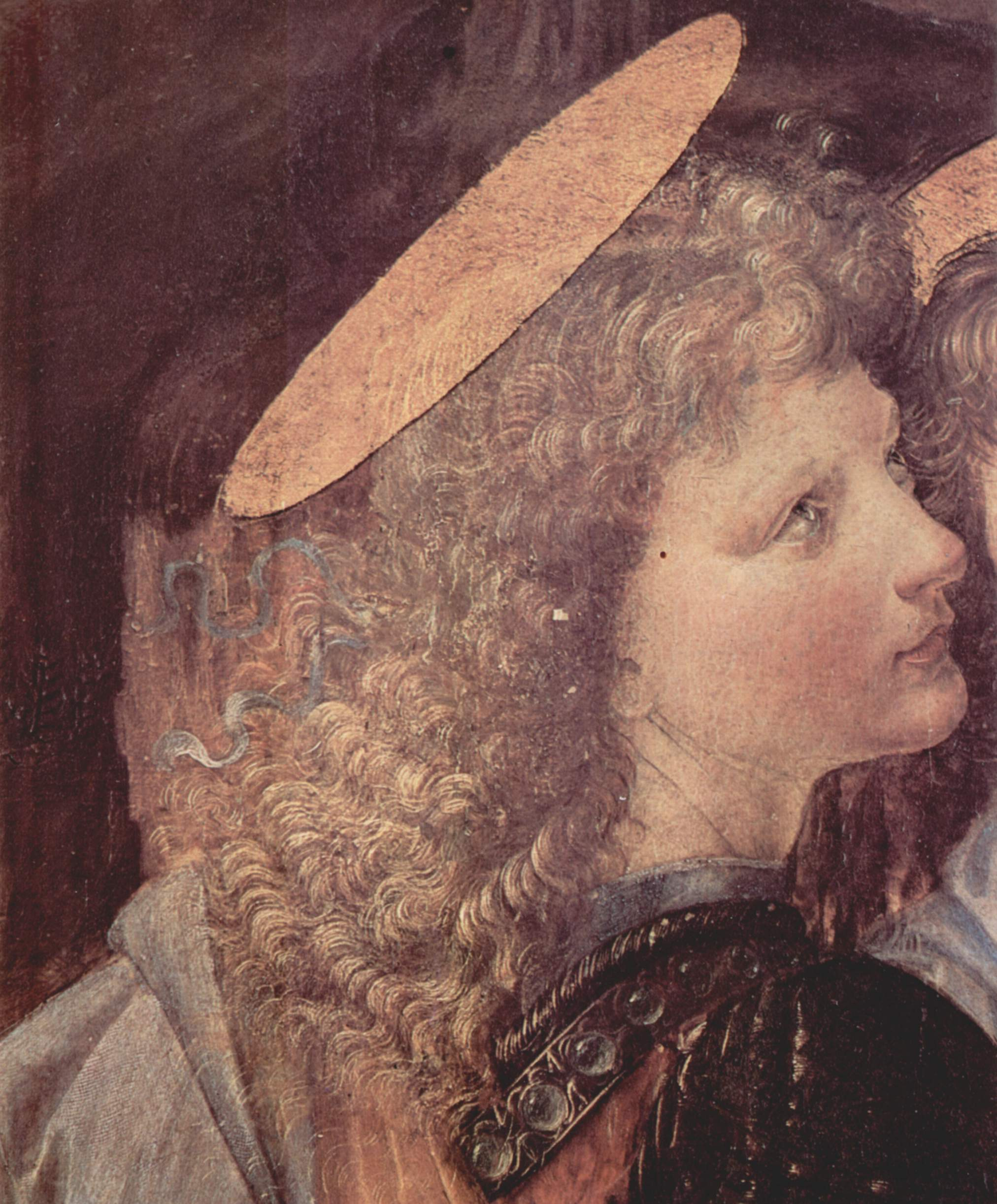
L'angelo di Leonardo

L'opera fu realizzata per il monastero vallombrosano di San Salvi, quando la bottega del Verrocchio era la più importante di Firenze. Vasari raccontò la genesi dell'opera, che è stata confermata dalle radiografie del 1954. Il maestro Verrocchio infatti impostò la composizione e dipinse in parte le due figure principali del Cristo e del Battista, con il suo stile lineare e nervoso derivato dalla specializzazione nell'oreficeria. In un secondo momento vennero coinvolti altri due collaboratori: uno di livello mediocre, responsabile della schematica palma a sinistra e del paesaggio roccioso a destra, e un altro responsabile del volto dell'angelo visto di fronte, forse il giovane Sandro Botticelli.
Solo in una terza fase, quella finale, venne chiesto a Leonardo da Vinci, allievo del Verrocchio, di ultimare il dipinto cercando di uniformare le parti già dipinte. A lui spetta il dolce volto dell'angelo di profilo, dove si nota il suo caratteristico stile sfumato, ma anche le velature trasparenti a olio che unificarono i piani del paesaggio in profondità e addolcirono il corpo del Cristo. Suo, inoltre, è il velato paesaggio sulla sinistra. Vasari riporta anche l'aneddoto secondo cui Verrocchio non avrebbe più toccato il pennello dopo aver visto l'allievo superarlo; in realtà non pare essere vero, ma dimostra il precoce talento e la fama di Leonardo.
La menzione vasariana aveva inizialmente fatto ipotizzare una datazione più precoce del dipinto, ai primi anni settanta, ma la maturità di alcune parti, come il perfetto paesaggio, e l'accertamento radiografico dell'esecuzione a olio sulla preparazione a tempera dell'angelo leonardesco hanno confermato un'attribuzione al 1475-1478 circa, dopo opere dalla tecnica più incerta come l'Annunciazione e il Ritratto di Ginevra de' Benci.
La pala passò nel monastero di Santa Verdiana, finché, con le soppressioni, venne destinata alla Galleria delle Belle Arti insieme a numerose altre opere di grande pregio confluite dalle chiese di Firenze. Solo nel 1810, con la ridistribuzione delle collezioni fiorentine, pervenne agli Uffizi.
L'opera è stata restaurata nel 1998.
Le radiografie hanno accertato che Leonardo rifinì a olio non solo l’angelo, ma anche l’incarnato di Cristo e alcune parti del paesaggio.

## Descrizione e stile
Battesimo di Cristo (1475-78) (olio e tempera su tavola, 177×151cm.), commissionato dal monastero vallombrosano di San Salvi. Vasari raccontò la genesi dell'opera: Verrocchio impostò la composizione e dipinse in parte le due figure principali di Cristo e di Giovanni Battista, con il suo stile lineare e nervoso derivato dalla specializzazione nell'oreficeria; in un secondo momento vennero coinvolti altri due collaboratori: uno di livello mediocre, responsabile della schematica palma e del paesaggio roccioso a destra, e l’altro, un giovane Botticelli responsabile del volto dell'angelo visto di fronte; nella fase finale, venne chiesto a Leonardo di ultimare il dipinto cercando di uniformare le parti già dipinte: a lui spetta il dolce volto dell'angelo di profilo, il velato paesaggio sulla sinistra, le velature trasparenti a olio che unificarono i piani del paesaggio in profondità e addolcirono il corpo di Cristo. L’iconografia è quella tipica del Battesimo di Cristo. 
Nel fiume Giordano, Cristo sta ricevendo il sacramento del battesimo da Giovanni Battista, secondo il racconto dei Vangeli. Con le gambe in leggero contrapposto, Cristo è al centro esatto della scena, inserito entro uno schema compositivo triangolare, ha le mani giunte e china il capo per ricevere il battesimo: Giovanni Battista è colto mentre si sporge in avanti con le spalle, in equilibrio sulla gamba destra saldamente ferma su un sasso e la sinistra in diagonale poggiata sulla pianta del piede, con il braccio sinistro che tiene ferma la croce da cui pende il cartiglio con la scritta che annuncia la nascita di Gesù “Ecce Agnus Dei qui tollit peccata mundi”, e il destro sollevato sopra la testa di Cristo sulla quale sta versando l’acqua da una scodella; più in alto le mani di Dio Padre inviano la colomba dello Spirito Santo,circondata da raggi divini, sulla testa di Cristo: la Trinità occupa tutto l’asse verticale della composizione e divide in due parti uguali la scena. Sia Cristo che Giovanni Battista sono due uomini maturi, dai volti scavati, dalle proporzioni scultoree, ritratti con connotati realistici e con vigore di disegno anche se l’intervento di Leonardo ha ammorbidito le fattezze di Cristo. La mano di Leonardo è presente anche nei riflessi e nella trasparenza verde dell’acqua attorno ai piedi di Cristo e Giovanni Battista: in particolare il piede sx di Cristo fu lasciato in uno stato di voluta incompiutezza per meglio suggerire all’osservatore le trasparenze dell’acqua in cui è immerso. A sinistra assistono alla scena due angeli: quello di sinistra (Leonardo) più attento, si rivolge ai due protagonisti e tiene tra le mani la tunica di Cristo, mentre l’altro (Botticelli), più distratto, distoglie gli occhi dall’evento. L’angelo di sx ha lo sguardo languido, pelle morbida, labbra carnose e delicate, la sua fluente e spumosa capigliatura bionda (derivante dagli angeli di Piero della Francesca) è trattenuta da un laccio azzurro che svolazza come se l’angelo avesse appena girato la testa per osservare Cristo; il suo corpo si torce in modo estremamente bizzarro: il busto è rivolto all’indietro, mentre il volto punta verso dx. Il panneggio azzurro della veste, così aderente da rivelare la posizione del braccio, reggente la tunica candida di Cristo, del bacino e delle gambe inginocchiate, costruisce una figura che esplora lo spazio ruotando su sé stessa. Verrocchio è talmente sconvolto dalla bravura di Leonardo che decide di lasciargli più spazio, addirittura gli permette di ritoccare il corpo di Cristo; una decisione imprudente perché Cristo è la figura principale; e invece Cristo cambia completamente aspetto: la sua pelle diventa velluto, le sue ombre sfumano delicate e morbide, in particolare all’altezza del pube da cui emerge un soffio di peluria; a confronto il corpo di Giovanni Battista sembra forgiato nel legno a colpi di accetta in quanto Verrocchio l’ha dipinto guardando con estrema attenzione e fedeltà all’anatomia, ma senza la capacità di trasformarlo in una maniera viva e organica. Per raggiungere questo obiettivo, Leonardo ha un asso nella manica in quanto tra lui e Verrocchio non c’è soltanto una differenza di sensibilità, ma anche di tecnica: Verrocchio è ancora legato all’uso tradizionale della tempera, Leonardo padroneggia la nuova pittura a olio.
Il tutto ha luogo in un paesaggio roccioso, rozzamente squadrato, sotto un cielo terso, illuminato da una luce cristallina, e con poche presenze vegetali: il boschetto sulla rupe, verso il quale s’avvicina un falco (interpretato come simbolo del male, in contrapposizione alla colomba), e una schematica palma (simbolo della vittoria di Cristo sulla morte), mentre sullo sfondo si apre un'ampia valle, percorsa da un fiume, resa con valori atmosferici che ammorbidiscono e sfumano le forme.